# Copa da Bélgica de Voleibol Feminino
A  Copa da Bélgica de Voleibol Feminino é uma competição anual entre clubes de voleibol feminino da Bélgica. É organizado pela FRBVB e qualifica para a Supercopa Belga.